# Salvador Soria Zapater

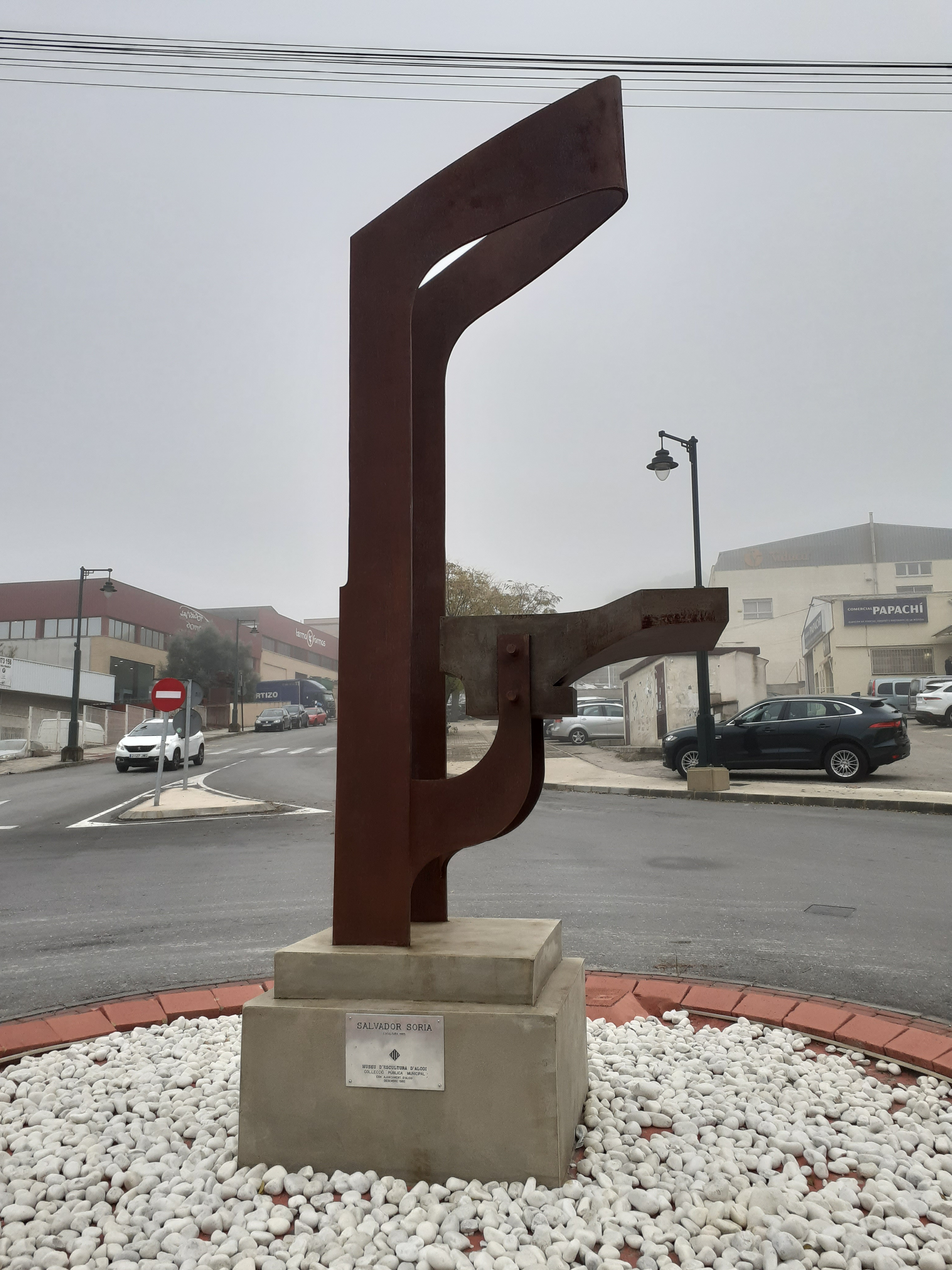
Escultura de Salvador Soria a Alcoi

Salvador Soria Zapater (El Grau de València, 30 de maig de 1915 - Benissa, 12 de març de 2010) fou un pintor i escultor valencià.
Va estudiar a l'Escola d'Arts i Oficis de València. En acabar la Guerra Civil Espanyola es va exiliar a França, on va continuar la formació artística a l'Escola dels Museus. En acabar la Segona Guerra Mundial viatjà a París, on continuà estudiant. Va ser membre de la Comissió Assessora del Moviment Artístic del Mediterrani.

## Exposicions
- El 1940 va fer la seva primera exposició a Perpinyà, on residia el pintor Balbino Giner.
- El 1944 va exposar a Vilanuèva d'Òlt.
- El 1945 va exposar a Marsella.
- El 1946 i 1947 exposà obra a París.
- El 1949 exposà a Agen.
- El 1950 va exposar a Tolosa.
- El 1952 va exposar a Bourdeaux (Paris)
- En 1953 va tornar a València.
- En 1954 va realitzar una exposició on va donar a conèixer el seu nou estil.
- El 1955 va participar en el I Salón de Otoño que es va celebrar al Saló d'Exposicions de l'Ateneu Mercantil de València, de l'1 al 21 de Desembre. Amb altres artistes com Luis Giner Bueno, Genaro Lahuerta o José Gumbau, entre d'altres. També es va exposar per primera vegada una recopilació d'obres seves realitzades entre 1944 i 1954 a València, a la Sala Lafuente el març de 1955.[4]
- El 1956 va participar en la III Bienal Hispanoamericana a Barcelona i va obtenir el primer accèssit al II Salón de Otoño de València
- El 1957 es va adherir al Grup Parpalló liderat pel crític d'art Vicente Aguilera Cerni, eixe any aconseguí el primer premi al III Salón de Otoño de l'Ateneu Mercantil de València.
- El 1958 va exposar a Madrid, València, Santander i Bilbao. També al I Salón de Arte del Mediterráneo. Al IV Salón de Otoño de València va exposar fora de concurs i va participar com a Jurat.
- El 1959 va exposar a la III Bienal de Alejandría, al II Salón de Arte Actual del Mediterráneo, 20 años de pintura española contemporánea a Lisboa. Va ser jurat al V Salón de Otoño de València. Va ser seleccionat per a la XXX Biennal de Venècia. Va realitzar una exposició col·lectiva a Formentor i Mallorca amb el Grup Parpalló. Va estar al Saló de Premis Juan Gris a Barcelona.
- El 1960 va exposar a València a la sala Martínez Peris[5]
- El 1969 va exhibir per primera vegada la seva obra a Barcelona[6]
- El 1970 va guanyar el V Premi de Pintura Tina.[7] Aquesta edició del Premi Tina es va celebrar a Benidorm. El segon premi va ser per a Manera i el tercer per a R. Ferrer. L'exposició es va celebrar a la Galeria Darhim i varen participar 24 artistes. Les "Tines d'honor" es varen atorgar a Emília Xargay, de Girona, al dibuixant "Cese" de Barcelona i a R. Ferrer, de Blanes. El president d'honor del jurat va ser el pintor Bartomeu Massot, el president l'artista Valbuena —que va guanyar la IV edició - i la resta del jurat foren: Xavier Dalfó, Joan Fuster, Ernesto Contreras, Martínez Monje, J. Guillamet, Mariano Chicot i Joaquín Bellostas.

## Col·laboracions
En 1959 va fundar la revista Arte Vivo amb el crític d'art Vicente Aguilera Cerni.
El 1960 va començar a col·laborar a Cuadernos del Movimiento Artístico del Mediterráneo.

## Obra
La seva obra es pot trobar al Museu d'Art Contemporani de Madrid, al Museu de Belles Arts de València, a l'IVAM, al Museu de Solidaritat Salvador Allende de Santiago de Xile, al Museu d'Art Contemporàni de Managua, a l'Ajuntament de València, a la seu de la Fundació Bancaixa i a la Biblioteca Museu Víctor Balaguer de Vilanova i la Geltrú.
Va realitzar més de cinc-centes exposicions col·lectives, per tot Espanya i per diferents museus d'Alemanya, Argentina, Àustria, Bèlgica, Brasil, Canadà, Xile, Egipte, Escòcia, Finlandia, França, Anglaterra, Itàlia, Japó, Líban, Marroc, Mèxic, Portugal, Síria, Suïssa i els Estats Units (Nova York, Washington, Chicago, San Francisco, Filadèlfia, Atlanta i Oram).
També va escriure poesia.